# Eduard Gritsun
Eduard Viatxeslàvovitx Gritsun (en rus Эдуард Вячеславович Грицун, Rostov del Don, 4 de febrer de 1976) és un ciclista rus, que competí en ciclisme en pista i en ruta professionalment entre 1998 i 2003.
Va guanyar una medalla de plata als Jocs Olímpics d'Atlanta en la prova de Persecució per equips.

## Palmarès en pista
- 1996
  -  Medalla de plata als Jocs Olímpics d'Atlanta en la prova de persecució per equips, junt a Nikolai Kuznetsov, Aleksei Màrkov i Anton Chantyr

### Resultats a laCopa del Món en pista
- 1997
  - 1r a Cali i Trexlertown, en Persecució per equips
- 2000
  - 1r a Moscou, en Persecució per equips

## Palmarès en ruta
- 1996
  - Vencedor d'una etapa de la Volta a Tarragona
- 1997
  - 1r a la Volta a Tarragona
- 1998
  - 1r a la Volta a Navarra i vencedor de 2 etapes
- 1999
  - Vencedor d'una etapa de la Volta a Hessen
- 2000
  - Vencedor d'una etapa de la Volta a Tasmània
- 2003
  - Vencedor d'una etapa de la Volta a Tarragona